# Eskihisar
Eskihisar (també Eski Hissar o Eski Hisar) és un poble de la província de Denizli, Turquia. La població de la vila era de 2.063 l'any 2000. El poble es troba a 5 quilòmetres de la ciutat de Denizli. Prop del poble es troben les ruïnes de l'antiga ciutat de Laodicea, una de les Set Esglésies de la Revelació. El nom eski hisar significa "vella fortalesa" en turc.